# Смоляйни
Смоляйни (пол. Smolajny, нім. Schmolainen) — село в Польщі, у гміні Добре Място Ольштинського повіту Вармінсько-Мазурського воєводства.
Населення — 520 осіб (2011).
У 1975-1998 роках село належало до Ольштинського воєводства.

## Демографія
Демографічна структура станом на 31 березня 2011 року:
|          | Загалом | Допрацездатний вік | Працездатний вік | Постпрацездатний вік |
| -------- | ------- | ------------------ | ---------------- | -------------------- |
| Чоловіки | 257     | 54                 | 185              | 18                   |
| Жінки    | 263     | 66                 | 158              | 39                   |
| Разом    | 520     | 120                | 343              | 57                   |